# Кобі Карроцца
Кобі Карроцца (7 травня 2001 ) — американський плавець, чемпіон світу.